# مايك بيتزولد
مايك بيتزولد (بالألمانية: Maik Petzold) (و. 1978  م) هو متسابق ثلاثي ألماني، ولد في باوتسن، شارك في الألعاب الأولمبية الصيفية 2012، والألعاب الأولمبية الصيفية 2004.

## روابط خارجية
- مايك بيتزولد على موقع اتحاد الترياتلون الدولي (الإنجليزية)
- مايك بيتزولد على موقع IAT Triathlon Database (الإنجليزية)
- مايك بيتزولد على موقع أوليمبيديا (الإنجليزية)
- مايك بيتزولد على موقع اللجنة الأولمبية الألمانية (الألمانية)